# العلاقات الأرجنتينية السيشلية
العلاقات الأرجنتينية السيشلية هي العلاقات الثنائية التي تجمع بين الأرجنتين وسيشل.

## مقارنة بين البلدين
هذه مقارنة عامة ومرجعية للدولتين:
| وجه المقارنة                                              | الأرجنتين                                               | سيشل                                                |
| --------------------------------------------------------- | ------------------------------------------------------- | --------------------------------------------------- |
| المساحة (كم2)                                             | 2.78 مليون                                              | 459                                                 |
| عدد السكان (نسمة)                                         | 44.27 مليون                                             | 95.84 ألف                                           |
| الكثافة السكانية (ن./كم²)                                 | 15.92                                                   | 20.88 ألف                                           |
| العاصمة                                                   | بوينس آيرس                                              | فيكتوريا                                            |
| اللغة الرسمية                                             | اللغة الإسبانية                                         | لغة فرنسية، لغة إنجليزية، اللغة الكريولية السيشيلية |
| العملة                                                    | البيزو الأرجنتيني 1983 ‏، بيزو أرجنتيني، أسترال أرجنتيني | روبية سيشلية                                        |
| الناتج المحلي الإجمالي (بليون دولار)                      | 637.59 مليار                                            | 1.49 مليار                                          |
| الناتج المحلي الإجمالي (تعادل القوة الشرائية) بليون دولار | 883.02 مليار                                            | 2.54 مليار                                          |
| الناتج المحلي الإجمالي الاسمي للفرد دولار أمريكي          | 13.43 ألف                                               | 15.48 ألف                                           |
| الناتج المحلي الإجمالي للفرد دولار أمريكي                 |                                                         | 26.42 ألف                                           |
| مؤشر التنمية البشرية                                      | 0.827                                                   | 0.772                                               |
| رمز المكالمات الدولي                                      | +54                                                     | +248                                                |
| رمز الإنترنت                                              | .ar                                                     | .sc                                                 |
| المنطقة الزمنية                                           | 00                                                      | ت ع م+04:00                                         |

## منظمات دولية مشتركة
يشترك البلدان في عضوية مجموعة من المنظمات الدولية، منها:
| علم المنظمة | اسم المنظمة                               | تاريخ انضمام الأرجنتين | تاريخ انضمام سيشل |
| ----------- | ----------------------------------------- | ---------------------- | ----------------- |
|             | البنك الإفريقي للتنمية                    | ?                      | ?                 |
|             | مؤسسة التمويل الدولية                     | 13 أكتوبر 1959         | 11 يونيو 1981     |
|             | منظمة حظر الأسلحة الكيميائية              | ?                      | 29 أبريل 1997     |
|             | الأمم المتحدة                             | 24 أكتوبر 1945         | 21 سبتمبر 1976    |
|             | الاتحاد الدولي للاتصالات                  | 1889                   | 17 سبتمبر 1999    |
|             | منظمة الشرطة الجنائية الدولية             | ?                      | 1 سبتمبر 1977     |
|             | البنك الدولي للإنشاء والتعمير             | 20 سبتمبر 1956         | 29 سبتمبر 1980    |
|             | الاتحاد البريدي العالمي                   | ?                      | ?                 |
|             | المركز الدولي لتسوية المنازعات الاستشارية | 18 نوفمبر 1994         | 19 أبريل 1978     |
|             | وكالة ضمان الاستثمار متعدد الأطراف        | 11 فبراير 1992         | 15 سبتمبر 1992    |
|             | يونسكو                                    | 15 سبتمبر 1948         | 18 أكتوبر 1976    |
|             | الفريق المعني برصد الأرض                  | ?                      | ?                 |

## وصلات خارجية
- موقع وزارة الخارجية الأرجنتينية